# سجل الزمن

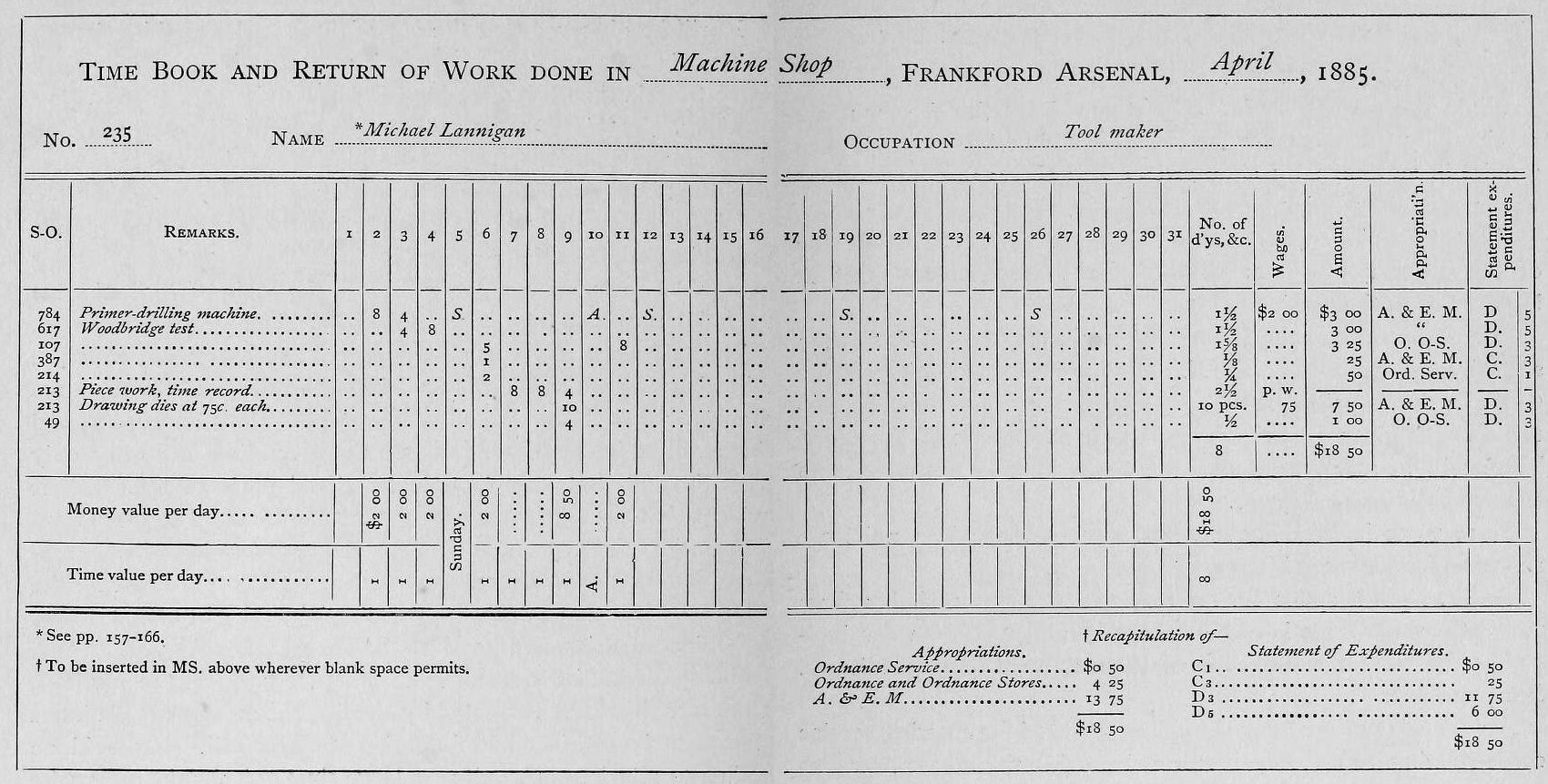

سجل الزمن هو في الغالب سجل حساب قديم الطراز، يسجل عدد الساعات التي عملها الموظفون في منظمة معينة لفترة محددة. تتضمن هذه السجلات عادةً أسماء الموظفين ونمط العمل وساعات العمل وفي بعض الأحيان الأجور المدفوعة.
في القرن التاسع عشر وبداية القرن العشرين كانت السجلات الزمنية سجلات منفصلة محتفظ بها. في تلك الأيام نُظمت السجلات الزمنية من قبل كتّاب الشركات أو رؤساء العمل أو مسجلي ساعات العمل. استخدمت هذه السجلات الزمنية من قبل أمين السجلات لتحديد الأجور التي يجب دفعها. استعملت البيانات في المحاسبة المالية لتحديد تكاليف العمالة الأسبوعية والشهرية والسنوية، وفي حساب التكاليف لتحديد سعر التكلفة. في أواخر القرن التاسع عشر استخدمت بطاقات زمنية إضافية لتسجيل ساعات العمل.
في الوقت الحاضر، يمكن أن يكون سجل الزمن جزءاً من نظام الرواتب المتكامل أو نظام حساب التكاليف. قد تحتوي هذه الأنظمة على سجلات تصف ساعات العمالة المنقضية لصنع المنتجات، لكن هذه السجلات لا تُدعى سجلات زمنية في العادة وإنما جداول زمنية. 

## تاريخياً
قبل القرن التاسع عشر، كان يمكن تسجيل الموظفين على قائمة رواتب، بشكل خاص في حالات مثل طواقم العمل على متن سفينة أو الجنود المتمركزين في موقع ما. سجلت الأجور المدفوعة في سجلات يومية والتي سجلت فيها المصاريف اليومية وفي النهاية الحسابات الأخرى في نظام المحاسبة.

### الأصول، أوائل القرن التاسع عشر
في القرن التاسع عشر عندما بدأت المنظمات بالنمو ظهر سجل منفصل لساعات العمل، والذي سُمي سجل الزمن. استُخدم للاحتفاظ بحساب عن العمل المنجز. شرح «لودون» (1826) أنه في زراعة الحدائق الكتب الضرورية لنظام الاحتفاظ بالحسابات هي سجل الزمن، السجل المالي وسجل الغابة أو المزرعة. وصف «لودون» كيف تم التعامل مع السجلات الزمنية في تلك الفترة:
يُدخل رب العمل اسم كل عامل؛ ويدخل رئيس كل قسم الزمن بالأيام، أو النسب اليومية، والتي عمل فيها كل شخص تحت مسؤوليته والعمل المحدد الذي/ التي شارك/ت فيه. 
يلخص رب العمل في نهاية كل أسبوع الوقت من السبت السابق أو الاثنين حتى الجمعة أو السبت بشكل شامل؛ توضع المبالغ المستحقة أو التي ستدفع مسبقًا لكل رجل في عمود واحد، وعندما يحصل عليها الرجل؛ تكتب كلمة «تم الاستلام» في العمود السابق ويوقع باسمه كإيصال في العمود التالي.
وبالتالي، سيظهر السجل الزمني ما شارك فيه كل رجل خلال كل ساعة في السنة التي قبض فيها، وسيتضمن أيضاً إيصالات لكل مبلغ مهما كان غير مهم، والذي دُفع من قبل البستاني للعمالة في البستان.
وعلاوة على ذلك:
باختصار، سيكون من الصعب الوصول لسجل يرضي رب العمل والعامل أكثر من سجل الزمن، لأنه يمنع العامل بقدر الإمكان من خداع نفسه أو رب عمله ويبقى سجلًا مناسبًا لا جدال فيه عن العمل المنجز وعن القسائم للمال المدفوع خلال الفترة الكاملة لخدمة رئيس البستانيين.
ولبستنة الأراضي في أجزاء بعيدة من البلاد حيث كان يعمل أكثر من مئتي عامل تحت إشراف رئيس واحد، أخذنا أوقات عملهم وسجلات الدفع والإيصالات المأخوذة بهذه الطريقة، ووجدناها أسلوباً فعالاً لكل شيء مشكوك به أو غير مقبول.
في تلك الأيام، استُخدمت السجلات الزمنية كما أوضح «لودون» في المزارع، ولكن أيضاً في المناجم وفي استخلاص الحديد وصناعة الفولاذ. واستعملت من حين لآخر لتسجيل وقت عمل محرك البخار.

## المحاسبة في الصناعة، منتصف القرن التاسع عشر
مع ظهور أكبر للمشاغل الآلية في منتصف القرن التاسع عشر طُبّقت أساليب المحاسبة المتطورة في شركات الزراعة الكبيرة في الصناعة المتنامية. وصف «ميتكالفي» في كتابه الذي صدر عام 1885 النظام العادي لتسجيل العمل في منتصف سبعينات القرن التاسع عشر:
يذهب مسجل ساعات العمل -عادة يكون رئيس العمل- إلى المتاجر تقريبًا في نهاية يوم العمل ويسأل كل عامل كيف أمضى اليوم؛ وطبقاً لتذكر العامل يُدخل الوقت المذكور في سجل كما هو موضح فيما يلي.
أشار «ميتكالفي» إلى أن "هناك استثناء لهذه الممارسة كان موجودًا في فترة خدمته في مستودع الأسلحة الوطني، فقد كان يدخل كل عامل في بعض الأقسام الطريقة التي وظف بها وقته على ورقة صغيرة بلغته الخاصة. تُنسخ مع الوقت في سجل الزمن؛ ولكن لم يتم فعل شيء أكثر مع البطاقات. هذه الممارسة كانت هنا البذرة لتطور النظام.
تابع «ميتكالفي» (1885) بشرح الِأشكال العامة للسجل الزمني (انظر للصور):
هناك شكلان أساسيان للسجل الزمني:
- أولاً، الشكل A، على طبيعة سجل رواتب، حيث أُدخل في القائمة بشكل إجمالي الوقت الذي أمضاه كل عامل في كل يوم.
- والأشكال B وC، هي محاولة لإظهار كيف تم توظيف الوقت المذكور.
- يشغل النموذج B صفحة لكل يوم، وسطرًا لكل عامل. لتوفير نسخ الأسماء في كل يوم جديد، من المعروف أن تُلصق على الوجه الخلفي للصفة الأولى التي يتم ثنيها، شريحة تخدم جميع الصفحات اللاحقة وأيضًا توفر مساحة أكثر للسجلات اليومية للتوظيف.
- النموذج C هو دمج في الشكل وفي الاسم استُخدم أثناء خدمتي في مستودع الأسلحة الوطني. ميزته الكبيرة مقارنة بالنموذج B هو المساحة الأوسع لإدخال أسماء الأعمال التي انخرط فيها العاملون. يسمح أيضاً باستخدام وحدات زمنية أقل وبالتالي سجل أكثر دقة؛ نتيجة المساحة الصغيرة لوصف العمل في النموذج B والحاجة لإعادة كتابتها كل يوم أدت اختلطت المدخلات؛ بينما في النموذج C أدى الإدخال لمرة واحدة إلى توحيد الإدخال الشهري بشكل جيد من خلال وجود العامل بنفس العمل بنفس الاسم.

شهد «ميتكالفي» سلسلة من الاعتراضات على تدوين السجلات الزمنية الحالي (استناداً للنموذجين B وC):
1. يتعين على العامل أن يتذكر على نحو مفاجئ جميع الأعمال التي عمل عليها خلال اليوم، ولذلك فمحتمل جداً ارتكابه للأخطاء من خلال قيامه بوظائف مختلفة لرئيس واحد؛ أو من خلال قيامه بنفس العمل بأسماء مختلفة، أو عمل مختلف بنفس الاسم بأيام مختلفة.
2. يستخدم العامل بشكل ملائم مصطلحات عامة تحمل معاني واسعة لتثمين وقته، يستخدم كلمات مثل «فشل تصليح»، «تجهيزات متجر»، «عمل متقطع»، إلخ، بدلاً من إعطائها أسماء واضحة لتمييز طبيعتها الدقيقة مستقبلًا.
3. في حال غياب العامل ليوم أو لأجزاء من اليوم، لا يوجد حقيقة يعتمد عليها سوى ذاكرة رب العمل. على سبيل المثال، قد يعتبر العامل «غائبًا» في حين أنه كان حاضراً، أو ربما اعتبر حاضراً في أوقات الغياب؛ في كلتا الحالتين لن يتم اكتشاف الخطأ إلا من خلال توقيعه في قائمة الدفع، ولا حتى ذلك الحين إلا في حال احتفاظ العامل بسجل لوقته وإلا إذا كان في المثال الأخير صادقاً كفاية للتخلي عن الميزة التي حصلت بسبب خطأ رب العمل.
4. بالإضافة إلى هكذا أخطاء في تحديد مقدار الوقت الكلي، هناك أخطاء أخرى من حيث توزيع الوقت وليست نادرة؛ في النمط B، في حال وجود رئيس العمل بغرفة مكتظة ومع وجود إدخالات كثيرة ليقوم بها في سطر واحد، يؤدي ذلك لاختصارها أو لتكديسها وذلك لإنقاذ نفسه من المتاعب.[7]

قلق «ميتكالفي» الأساسي كان أنه غير قادر على حساب التكاليف ضمن ورشة العمل، إضافة إلى سبب رئيسي آخر هو النقص في السجلات المكتوبة. 